# Landweinmeister
Der (Ober-)Landweinmeister war ein höfisches Amt. Er war verantwortlich für alle Weinberge des Landesherrn. In Personalunion konnten ihm als Hof-Kellermeister auch die herrschaftlichen Kellereien unterstehen.
Dem Landweinmeister unterstanden die Bergverwalter.
Im kurfürstlichen Sachsen war der Amtssitz des Landweinmeisters das kurfürstliche Weingut Hoflößnitz, gleichzeitig übte er das Amt als Hauptzeughaus-Kellermeister aus.
Jahrelang war das Amt in der Hand der Familie Roos. Friedrich Roos († 1757) war Landweinmeister und Haus-Kellner. Er besaß den Rooseschen Weinberg in der Niederlößnitz und erbaute dort das Herrenhaus Altfriedstein. Friedrichs Sohn Alexander überließ 1749 das Grundstück seinem Vetter Heinrich, der Oberlandweinmeister wurde. Heinrich Roos war Besitzer des Gutes Weißer Hirsch (neu erbaut 1758). 1769 erwarb er das Bennogut in Briesnitz nach einem Brand und erbaute es neu. 1777 erscheint sein Nachfolger Ignatius Roos als Ober-Land-Weinmeister und Haus-Kellner in der Haupt-Zeughaus-Kellerei in Dresden.

## Quelle
- Ingrid Zeidler: Das Rebland der Hoflößnitz vom Beginn des Weinbaus bis zur Gegenwart. In: Heinrich Magirius (Hrsg.): 600 Jahre Hoflößnitz. Historische Weingutanlage. Sandstein Verlag, Dresden 2001, ISBN 3-930382-60-1, S. 28.